# Jaakko Hänninen
Jaakko Hänninen (16 april 1997, Ruokolahti) is een Fins wielrenner die sinds 2025 rijdt bij het Franse Nice Métropole Côte d'Azur.

## Carrière
Als junior werd Hänninen tweemaal nationaal kampioen veldrijden. Daarnaast werd hij in 2015 nationaal kampioen in zowel de tijdrit als de wegwedstrijd, beide keren voor Erik Relanto.
In 2017 won Hänninen het nationale tijdritkampioenschap bij de beloften, voor Oskari Vainionpää en Sauli Pietikainen. Twee dagen later was enkel Matti Manninen beter in de wegwedstrijd bij de eliterenners. In 2018 won hij de Ronde van Gévaudan Occitanie, een Franse 1.2-koers, alvorens hij vijf dagen later de enige Finse deelnemer aan de wegwedstrijd voor beloften op het wereldkampioenschap was. In de bijna 180 kilometer lange wedstrijd in en rond Innsbruck waren uiteindelijk alleen Marc Hirschi en Bjorg Lambrecht beter. Na de wereldkampioenschappen werd bekend dat Hänninen in de loop van 2019 zijn profdebuut zou gaan maken bij AG2R La Mondiale.
per 1 augustus 2019 maakte Hänninen de overstap naar de profs. Zijn debuut maakte hij in de Clásica San Sebastián, waar hij op plek 46 eindigde. In september werd hij vierde in de door Stefan Küng gewonnen Ronde van de Doubs.

## Veldrijden

### Palmares
| Seizoen   | Wereldbeker | WK       | EK       | FK       | Overige  | Totaal aantal zeges |          |
| Junioren  | Junioren    | Junioren | Junioren | Junioren | Junioren | Junioren            | Junioren |
| --------- | ----------- | -------- | -------- | -------- | -------- | ------------------- | -------- |
| 2012-2013 |             |          |          | Brons    |          | 0                   |          |
| 2013-2014 |             |          |          | Goud     |          | 1                   |          |
| 2014-2015 |             |          |          | Goud     |          | 1                   |          |
| Elite     |             |          |          |          |          |                     |          |
| 2017-2018 |             |          |          | Zilver   |          | 0                   |          |

## Wegwielrennen

### Overwinningen
2015
 Fins kampioen tijdrijden, Junioren
 Fins kampioen op de weg, Junioren
2017
 Fins kampioen tijdrijden, Beloften
2018
Ronde van Gévaudan Occitanie
2024
 Fins kampioen op de weg, Elite

## Resultaten in voornaamste wedstrijden
| Jaar | Ronde van Italië | Ronde van Frankrijk | Ronde van Spanje |
| ---- | ---------------- | ------------------- | ---------------- |
| 2019 |                  |                     |                  |
| 2020 | 73e              |                     |                  |
| 2021 |                  |                     |                  |
| 2022 | 90e              |                     | opgave           |
| 2023 |                  |                     |                  |

| Jaar | Milaan-San Remo | Ronde van Lombardije | Clásica San Sebastián |
| ---- | --------------- | -------------------- | --------------------- |
| 2019 |                 | opgave               | 46e                   |
| 2020 |                 | 25e                  |                       |
| 2021 |                 | opgave               | 49e                   |
| 2022 |                 | opgave               | 28e                   |
| 2023 | 130e            |                      |                       |

## Ploegen
- 2019 –  AG2R La Mondiale (vanaf 1-8)
- 2020 –  AG2R La Mondiale
- 2021 –  AG2R-Citroën
- 2022 –  AG2R-Citroën
- 2023 –  AG2R-Citroën
- 2024 –  Decathlon AG2R La Mondiale
- 2025 –  Nice Métropole Côte d'Azur

Bagdonas · Bardet · Bidard · Bouchard · Cherel · Chevrier · Cosnefroy · Denz · Dillier · Domont · Dumoulin · Dupont · Duval · Frank · Gallopin · Gastauer · Geniez · Godon · Gougeard · Hänninen · Jauregui · Latour · Naesen · Paret-Peintre · Peters · Vandenbergh · Venturini · Vuillermoz · Warbasse · Champoussin (stagiair) · Hänninen (stagiair) · Jorgenson (stagiair) · Jullien (stagiair)
Bardet · Bidard · Bouchard · Champoussin (vanaf 1 april) · Cherel · Chevrier · Cosnefroy · Dillier · Domont · Duval · Frank · Gallopin · Gastauer · Geniez · Godon · Gougeard · Hänninen · Jauregui · Latour · L. Naesen · O. Naesen · Paret-Peintre · Peters · Tanfield · Vandenbergh · Vendrame · Venturini · Vuillermoz · Warbasse · Jullien (stagiair) · Reugel (stagiair) · Verger (stagiair)
Bidard · Bouchard · Calmejane · Champoussin · Cherel · Cosnefroy · Dewulf · Duval · Franktot en met 20 juni · Gallopin · Gastauer · Godon · Gougeard · Hänninen ·  Jullien · Jungels · L. Naesen · O. Naesen · O'Connor · Paret-Peintre · Peters · Prodhomme · Sarreau · Schär · Touzé · Van Avermaet · Van Hoecke · Vendrame · Venturini · Warbasse · Delphis (stagiair) · Lapeira (stagiair) · Retailleau (stagiair)
Berthet · Bouchard · Calmejane · Champoussin · Cherel · Cosnefroy · Dewulf · Gall · Godon · Hänninen ·  Jullien · Jungels · Lapeira · L. Naesen · O. Naesen · O'Connor · A. Paret-Peintre · V. Paret-Peintre · Peters · Prodhomme · Raugel · Retailleau (vanaf 1/8) · Sarreau · Schär · Touzé · Van Avermaet · Van Hoecke · Vendrame · Venturini · Warbasse · Delphis (stagiair) · Gautherat (stagiair) · Tronchon (stagiair)
Baudin · Berthet · Bonnamour · Bouchard · Cherel · Cosnefroy · Dewulf · Gall · Gautherat · Godon · Hänninen · Labrosse (Vanaf 1/8) ·  Lapeira · L. Naesen · O. Naesen · O'Connor · A. Paret-Peintre · V. Paret-Peintre · Peters · Prodhomme · Raugel · Retailleau · Sarreau · Schär · Touzé · Tronchon · Van Avermaet · Vendrame · Venturini · Warbasse · Chaussinand (stagiair) · Veistroffer (stagiair) · Verschuren (stagiair)
Armirail · Baudin · Bennett · Berthet · Boasson Hagen · Bonnamour (tot 25/3) · Bouchard · Cosnefroy · De Bondt · De Pestel · Dewulf · Gall · Gautherat · Godon · Hänninen · Labrosse · Lafay ·  Lapeira · Naesen · O'Connor · A. Paret-Peintre · V. Paret-Peintre · Peters · Pollefliet · Prodhomme · Retailleau · Touzé · Tronchon · Vendrame · Warbasse